# 인육수색
인육수색(중국어: 人肉搜索, 영어: human flesh search engine)이란 중국에서 특정인의 정보 관련 자료(글, 사진, 동영상 등의 형태)를 인터넷에 무차별 공개하는 일종의 사이버 폭력을 일컫는 말로, 2006년 중국의 인터넷에서 이 말이 처음 생겨났다.
2008년 12월 중국 최고인민법원은 인육수색을 "사이버 폭력이나 사생활 침해를 유발시키는 심상치 않은 현상"이라고 정의하였다.

## 인용
1. ↑  “『娱乐八卦』[八卦江湖]MSN名人毒药的真正内幕快要揭开了”. 2012년 1월 6일에 원본 문서에서 보존된 문서. 2009년 8월 15일에 확인함.
2. ↑  私人空间10大沦陷区：失去隐私的新媒体时代
3. ↑  “Chinese court fines Web user in "cyber-violence" case - The New York Times”. 2009년 2월 10일에 원본 문서에서 보존된 문서. 2009년 2월 10일에 확인함.

## 같이 보기
- 훙커(레드 해커)